# Golegã (freguesia)
Golegã is een plaats (freguesia) in de Portugese gemeente Golegã en telt 3893 inwoners (2001).